# Carey Price
Pour les articles homonymes, voir Price.
Carey Price (né le 16 août 1987 à Anahim Lake, en Colombie-Britannique au Canada) est un joueur professionnel canadien de hockey sur glace. Il évolue en tant que gardien de but dans la Ligue nationale de hockey (LNH). Il joue, depuis le début de sa carrière dans la LNH, pour l'équipe des Canadiens de Montréal.

## Carrière

### Junior

#### Débuts junior (2002-2003)
En 2002-2003, il commence le hockey mineur en jouant pour l'équipe de Williams Lake à 320 kilomètres d'Anahim Lake, le village où il a grandi ; mais avant la fin de la saison, il rejoint la Ligue de hockey de l'Ouest et joue un match sous le maillot des Americans de Tri-City.

#### Première saison dans la LHOu (2003-2004)
La saison suivante, il est la doublure de Tyler Weiman, ne jouant qu'une trentaine de matchs dans la saison régulière. L'équipe se qualifie pour les séries éliminatoires et il prend le dessus sur le titulaire, jouant huit matchs contre cinq pour Weiman. L'équipe bat les Winterhawks de Portland en première ronde mais est éliminée au deuxième tour des séries par les champions de la saison régulière, les Rockets de Kelowna.

#### Repêché dans la LNH (2004-2005)
En 2004-2005, il est le gardien numéro un de l'équipe et joue soixante-trois des soixante-et-onze matchs de la saison régulière alors que son équipe est éliminée dès le premier tour des séries par les Thunderbirds de Seattle. Au cours de l'été, il participe au repêchage d'entrée dans la Ligue nationale de hockey et est choisi dès la première ronde par les Canadiens de Montréal. Il est le cinquième joueur repêché après Sidney Crosby en premier, puis Bobby Ryan, Jack Johnson et Benoît Pouliot.

#### Dernières saisons juniors (2005-2007)
Il joue encore deux saisons avec son équipe junior de la Ligue de hockey de l'Ouest (LHOu). Il participe avec l'équipe étoile de la LHOu au Défi ADT Canada-Russie en 2006. En 2006-2007, il remporte le trophée du meilleur gardien de la Ligue canadienne de hockey, ligue regroupant les trois ligues de catégorie junior au Canada : la Ligue de hockey junior majeur du Québec, la Ligue de hockey de l'Ontario et la Ligue de hockey de l'Ouest.

### La Ligue américaine de hockey

#### Débuts chez les professionnels (2007)
Il signe le 10 avril 2007 un contrat de trois ans avec les Canadiens de Montréal et il intègre immédiatement le club-école des Canadiens, les Bulldogs de Hamilton de la Ligue américaine de hockey. Don Lever, l'entraîneur des Bulldogs, reste cependant perplexe à la venue de Price à Hamilton même s'il a essayé cinq autres gardiens de but au cours de la saison régulière. Il décide d'employer Price pour les deux dernières parties de la saison 2006-2007, pour une victoire et une défaite. Price convainc suffisamment Lever pour lui permettre d'être du premier match des séries éliminatoires de la Coupe Calder contre les Americans de Rochester, le club-école des Sabres de Buffalo. Price effectue 34 arrêts lors du premier match et signe un blanchissage. Il connaît également un excellent deuxième match mais l'équipe s'incline. Lors du quatrième match ses résultats sont en baisse : il laisse passer trois des onze premiers lancers dirigés vers lui. La série est alors à égalité 2 à 2 mais parvient à se ressaisir, les Bulldogs éliminant alors Rochester en six parties.
Au deuxième tour les Bulldogs affrontent le Moose du Manitoba, le club-école des Canucks de Vancouver. Price s'impose dans cette série effectuant respectivement 41, 36 et 40 arrêts dans les deuxième, cinquième et sixième rencontres. L'équipe Bulldogs passe donc au troisième tour et y affronte les Wolves de Chicago. Chicago, avec 331 buts marqués pendant la saison régulière, est la plus performante attaque de la ligue grâce à quatre des huit meilleurs pointeurs de la LAH : Darren Haydar, Brett Sterling, Cory Larose ainsi que Jason Krog. Le premier match est un festival offensif gagné 6 à 5 par Hamilton. Price continue son travail et arrête l'attaque des Wolves en cinq matches. Carey Price et les Bulldogs sont alors qualifiés pour la finale de la Coupe Calder. Ils sont alors opposés aux champions de la saison régulière ainsi qu'au vainqueur des séries 2006 : les Bears de Hershey. Les Bears ont une équipe complète et ont éliminé les Monarchs de Manchester en seulement quatre matchs lors de la ronde précédente.
Price se dépasse dans le premier match stoppant les 46 tirs des Bears et finalement grâce entre autres à la prestation de son gardien, Hamilton remporte la première Coupe Calder de son histoire. Il devient le premier joueur de moins de 20 ans à remporter le trophée Jack-A.-Butterfield, trophée remis au joueur le plus utile des séries.

### La Ligue nationale de hockey

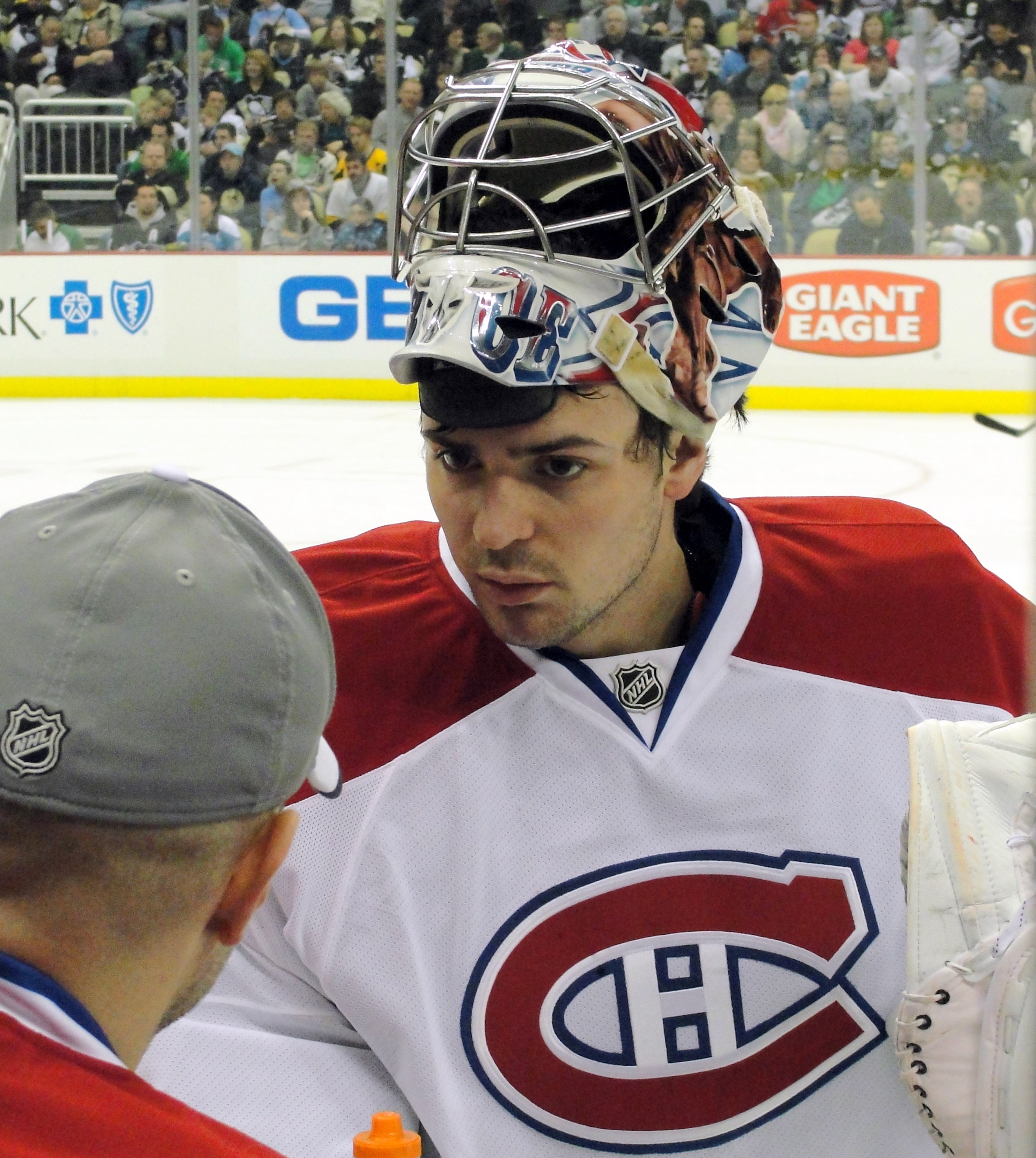
Price parlant à Alex Auld lors d'un match à Pittsburgh, Mars 2011.

Il débute dans la Ligue nationale de hockey contre les Penguins de Pittsburgh lors du premier match de la saison 2007-2008. Il signe alors sa première victoire dans la LNH, à son premier match, en arrêtant vingt-six des vingt-huit rondelles dirigées vers lui. Pour son premier mois d'activité dans la LNH, Carey Price reçoit la Coupe Molson le 5 novembre 2007.
Le 8 janvier 2008, Price est renvoyé dans la LAH et Cristobal Huet lui est préféré. Les raisons invoquées par les dirigeants des Canadiens étant un besoin d'améliorer sa technique et de jouer plus de matchs. Après quelques mauvaises parties, il reprend confiance, joue bien dans la ligue américaine et il est appelé pour revenir dans l'alignement des Canadiens le 4 février 2008. Il signe son premier blanchissage dans la LNH le 16 février suivant au Centre Bell contre les Flyers de Philadelphie, lors d'une victoire 1-0. Dix jours plus tard, Huet est échangé aux Capitals de Washington et Price devient le gardien numéro un de l'organisation devant Jaroslav Halák. Pendant les cinq parties suivant le départ de Huet, Price obtient quatre victoires et pour une seule défaite, menant ainsi son équipe au premier rang de l'association de l'Est. Le 2 avril 2008, Carey Price reçoit le titre de joueur recrue du mois de mars dans la LNH pour la première fois de sa carrière.
Le 10 avril 2008, Carey joue son premier match en séries éliminatoires contre les Bruins de Boston, match remporté 4 à 1. Pour la deuxième partie, il présente une performance de 37 arrêts pour mener son club à un gain de 3-2 en prolongation. C'est dans son troisième match que Carey Price connaît sa première défaite en séries éliminatoires : il s'incline en prolongation dans une défaite 2 à 1. Le 15 avril 2008, il réalise son premier jeu blanc en séries éliminatoires de la LNH au cours d'une victoire de 1-0 des Canadiens de Montréal contre les Bruins de Boston. Il réalise alors vingt-sept arrêts lors de cette rencontre. Les Bruins sont éliminés en sept matchs après un deuxième blanchissage de Price pour une victoire 2-0. L'équipe est éliminée lors de la ronde suivante par les Flyers de Philadelphie en cinq matchs.
Le 3 janvier 2009, Carey Price et ses coéquipiers Michael Komisarek, Andreï Markov et Alekseï Kovaliov sont élus pour faire partie de la formation partante du Match des étoiles de 2009 présenté à Montréal dans le cadre des festivités du centenaire des Canadiens de Montréal. Huitièmes et derniers qualifiés de l'association de l'Est, les Canadiens sont éliminés dès le premier tour en quatre matchs par les Bruins de Boston.
Lors de la saison suivante, Jaroslav Halák, le second gardien des Canadiens et Price se partagent le filet équitablement durant la saison avec une certaine rivalité entre les deux athlètes afin de devenir le numéro 1. Durant les séries, l'entraîneur-chef désigne Halak comme gardien de but partant. Halak réussit à amener les Canadiens jusqu'en finale d'association. Finalement le Canadiens s'inclinent devant les Flyers de Philadelphie après avoir réussi à battre deux puissances de la LNH les Capitals de Washington menés par Aleksandr Ovetchkine ainsi que les Penguins de Pittsburgh menés par Sidney Crosby. Le directeur général de l'équipe, Pierre Gauthier (hockey sur glace) décide tout de même d'échanger ce dernier lui préférant Price étant donné son fort potentiel de croissance.
En janvier 2011, il est invité au 58e Match des étoiles de la Ligue nationale de hockey à Raleigh en tant que seul représentant des Canadiens de Montréal. Son coéquipier Pernell Karl Subban est cependant invité quelques jours plus tard pour participer aux concours d'habileté. Le 2 juillet 2012, il signe une prolongation de contrat de 6 ans avec les Canadiens de Montréal.
À la fin de la saison 2014-2015, le 9 avril, à l'avant dernier match de la saison régulière contre les Red Wings de Détroit au Centre Bell, il dépasse Jacques Plante et Ken Dryden pour remporter sa 43e victoire en une saison, établissant un nouveau record d'équipe. Deux jours plus tard, le 11 avril, au dernier match de la saison régulière contre les Maple Leafs de Toronto, celui-ci prolonge ce record pour une 44e victoire en une saison. En étant le gardien ayant accordé le moins de but, il reçoit avec Corey Crawford des Blackhawks de Chicago le trophée William-M.-Jennings. Quelques jours plus tard, il est nommé pour la première fois de sa carrière pour le trophée Vézina du meilleur gardien en compagnie de Pekka Rinne (Nashville) et son ancien coéquipier, Devan Dubnyk (Minnesota). Il est également en lice pour recevoir le trophée Hart du meilleur joueur selon les journalistes, en concurrence avec Aleksandr Ovetchkine (Washington) et John Tavares (Islanders de New York) ainsi que pour le trophée Ted-Lindsay avec Jamie Benn et Ovetchkine. Il remporte finalement ces trois trophées supplémentaires le 24 juin.
Le 2 juillet 2017, il signe une prolongation de contrat d'une durée de 8 ans d'une valeur de 84 millions de dollars avec les Canadiens de Montréal.
Le 12 mars 2019, il devient le gardien de but ayant le plus de victoires dans l’uniforme des Canadiens avec 315 victoires dépassant ainsi le précédent record détenu par Jacques Plante.
Le 24 juin 2021, il aide le Tricolore à accéder à la Finale de la Coupe Stanley pour la première fois depuis 1993 et à remporter le Trophée Clarence-S.-Campbell pour la première fois de leur histoire en vainquant les Golden Knights de Vegas en finale de Association de l'Ouest de la LNH avant de s'incliner en 5 matches face au Lightning de tampa Bay.
Il s'absentera ensuite plusieurs mois pour différentes raisons. Un retour au jeu lui permet de jouer 5 matches à la fin de la saison 2021-2022. Sa persévérance est reconnue et l'Association des chroniqueurs de hockey de la Ligue nationale lui décerne le Trophée Bill-Masterton. Quelques semaines plus tard, les Canadiens annoncent qu'il a peut-être joué son dernier match en raison de sa blessure au genou.

### Carrière internationale

#### Championnat du monde junior 2007
Au cours de la saison 2006-2007, Carey Price participe au championnat du monde 2007 des moins de 20 ans avec l'équipe du Canada junior, championnat qui a lieu à Leksand en Suède. Price commence son tournoi par un blanchissage face à la Suède lors d'une victoire 2 buts à 0, buts inscrits par Luc Bourdon et Brad Marchand. Il aide par la suite le Canada à vaincre les Américains 6-3, les Allemands 3-1 puis les Slovaques 3-0 lors des matchs de poule. Premiers de celle-ci, les Canadiens sont directement qualifiés pour les demi-finales du championnat. Ils y retrouvent les Américains qui ouvrent le score au bout de vingt-cinq minutes de jeu par l'intermédiaire de Taylor Chorney. Bourdon égalise pour le Canada alors qu'il reste moins de huit minutes de jeu. Price est particulièrement brillant lors de la période de prolongation, repoussant douze tirs des Américains en dix minutes. Au total, lors de cette rencontre, il a arrêté 34 des 35 tirs dirigés vers lui. Finalement, les Canadiens se qualifient pour la finale après la séance de tir de fusillade.
Carey Price et l'équipe du Canada affrontent en finale l'équipe de Russie. C'est la troisième fois consécutive que les deux équipes se retrouvent en finale et comme les dernières éditions, le Canada remporte la médaille d'or. Price et les siens mènent la partie 4-0 avant de concéder deux buts pour une victoire finale 4-2. En plus de la médaille d'or, Carey Price est sélectionné dans l'équipe d'étoiles du tournoi, il est élu gardien par excellence et joueur le plus utile à son équipe,.
Durant la carrière de Carey Price, ce dernier change régulièrement de marque pour son équipement. Il débute en Vaughn, puis en Reebok, en CCM et finalement en True lors de l'année 2020-2021.

#### Jeux olympiques de 2014
Le 6 janvier 2014, il est sélectionné en compagnie de Roberto Luongo et Mike Smith pour défendre les buts du Canada lors des Jeux olympiques de Sotchi en Russie. Il joue le premier match de son équipe qui bat la Norvège 3 buts à 1. L’entraîneur de l'équipe canadienne choisi ensuite Luongo pour affronter l'Autriche lors du deuxième match de l'équipe qui est remporté 6 à 0. Price est de retour devant le filet pour le troisième match de l'équipe qui est remporté 2-1 en prolongation. Le Canada rencontre la Lettonie en quart de finale et s'impose encore une fois par la marque de 2-1. Price blanchit ensuite coup sur coup les Américains, le 21 février 2014, en demi-finale puis les Suédois, le 23 février 2014, en finale. Il permet ainsi à son équipe de conserver son titre de champion olympique gagné à Vancouver et remporte sa première médaille olympique. À l'issue du tournoi, il est nommé meilleur gardien de la compétition.

## Vie privée
Son père, Jerry, a aussi joué au niveau professionnel après avoir été sélectionné par les Flyers de Philadelphie, mais n'a jamais réussi à obtenir un poste au niveau de la LNH. Il a une sœur cadette prénommée Kayla et sa mère, membre de la première nation Ulkatcho, se prénomme Lynda, elle est une ancienne cheffe du conseil de bande. Il est le cousin de l'attaquant Shane Doan et du défenseur Keaton Ellerby qui jouent également dans la LNH.
Marié à Angela Webber depuis le 24 août 2013, Price est devenu le père d'une fille, Liv Anniston, en mai 2016. En décembre 2018, il devient pour une seconde fois père d'une fille nommée Millie. Le 8 juin 2020, Carey et sa femme ont annoncé sur les réseaux sociaux qu’ils attendaient leur troisième enfant, un garçon nommé Lincoln.
À l'automne 2021, Carey Price adhère au programme d'aide des joueurs de la LNH, il admet avoir des problèmes de consommation et décide alors de prendre du repos de la vie professionnelle, le temps de retrouver sa forme.

## Statistiques

### En club
| Saison     | Équipe                        | Ligue      |     | Saison régulière | Saison régulière | Saison régulière | Saison régulière | Saison régulière | Saison régulière | Saison régulière | Saison régulière | Saison régulière | Saison régulière |    | Séries éliminatoires | Séries éliminatoires | Séries éliminatoires | Séries éliminatoires | Séries éliminatoires | Séries éliminatoires | Séries éliminatoires | Séries éliminatoires | Séries éliminatoires |
| Saison     | Équipe                        | Ligue      | PJ  | V                | D                | Pr/N             | Min              | BC               | Moy              | % Arr            | Bl               | Pun              | PJ               | V  | D                    | Min                  | BC                   | Moy                  | % Arr                | Bl                   | Pun                  |                      |                      |
| 2002-2003  | Timberwolves de Williams Lake | BCHL       | 18  |                  |                  |                  | 1 050            | 48               | 2,7              |                  | 1                |                  |                  |    |                      |                      |                      |                      |                      |                      |                      |                      |                      |
| 2002-2003  | Americans de Tri-City         | LHOu       | 1   | 0                | 0                | 0                | 20               | 2                | 6                | 85,7             | 0                | 0                | -                | -  | -                    | -                    | -                    | -                    | -                    | -                    | -                    |                      |                      |
| 2003-2004  | Americans de Tri-City         | LHOu       | 28  | 8                | 9                | 3                | 1 363            | 54               | 2,38             | 91,5             | 1                | 4                | 8                | 5  | 3                    | 470                  | 19                   | 2,43                 | 90,6                 | 0                    | 0                    |                      |                      |
| 2004-2005  | Americans de Tri-City         | LHOu       | 63  | 24               | 31               | 8                | 3 712            | 145              | 2,34             | 92               | 8                | 0                | 5                | 1  | 4                    | 324                  | 12                   | 2,22                 | 93,7                 | 0                    |                      |                      |                      |
| 2005-2006  | Americans de Tri-City         | LHOu       | 55  | 21               | 25               | 6                | 3 072            | 147              | 2,87             | 90,6             | 3                | 8                | 5                | 1  | 3                    | 324                  | 12                   | 2,39                 | 89,6                 | 0                    | 2                    |                      |                      |
| 2006-2007  | Americans de Tri-City         | LHOu       | 46  | 30               | 13               | 1                | 2 722            | 111              | 2,45             | 91,7             | 3                | 10               | 6                | 2  | 4                    | 348                  | 18                   | 2,93                 | 91,1                 | 0                    | 4                    |                      |                      |
| 2006-2007  | Bulldogs de Hamilton          | LAH        | 2   | 1                | 1                | 0                | 117              | 3                | 1,53             | 94,9             | 0                | 0                | 22               | 15 | 6                    | 1 314                | 45                   | 2,22                 | 93,7                 | 2                    | 2                    |                      |                      |
| 2007-2008  | Canadiens de Montréal         | LNH        | 41  | 24               | 12               | 3                | 2 413            | 103              | 2,56             | 92               | 3                | 0                | 11               | 5  | 6                    | 648                  | 30                   | 2,78                 | 90,1                 | 2                    | 2                    |                      |                      |
| 2007-2008  | Bulldogs de Hamilton          | LAH        | 10  | 6                | 4                | 0                | 581              | 26               | 2,69             | 89,6             | 1                | 0                | -                | -  | -                    | -                    | -                    | -                    | -                    | -                    | -                    |                      |                      |
| 2008-2009  | Canadiens de Montréal         | LNH        | 52  | 23               | 16               | 10               | 3 036            | 143              | 2,83             | 90,5             | 1                | 4                | 4                | 0  | 4                    | 219                  | 15                   | 4,11                 | 87,8                 | 0                    | 0                    |                      |                      |
| 2009-2010  | Canadiens de Montréal         | LNH        | 41  | 13               | 20               | 0                | 2 358            | 109              | 2,77             | 91,2             | 0                | 8                | 4                | 0  | 1                    | 135                  | 8                    | 3,56                 | 89                   | 0                    | 4                    |                      |                      |
| 2010-2011  | Canadiens de Montréal         | LNH        | 72  | 38               | 28               | 6                | 4 206            | 165              | 2,35             | 92,3             | 8                | 13               | 7                | 3  | 4                    | 455                  | 16                   | 2,11                 | 93,4                 | 1                    | 0                    |                      |                      |
| 2011-2012  | Canadiens de Montréal         | LNH        | 65  | 26               | 28               | 11               | 3 944            | 160              | 2,43             | 91,6             | 4                | 6                | -                | -  | -                    | -                    | -                    | -                    | -                    | -                    | -                    |                      |                      |
| 2012-2013  | Canadiens de Montréal         | LNH        | 39  | 21               | 13               | 4                | 2 249            | 97               | 2,59             | 90,5             | 3                | 0                | 4                | 1  | 2                    | 239                  | 13                   | 3,26                 | 89,4                 | 0                    | 0                    |                      |                      |
| 2013-2014  | Canadiens de Montréal         | LNH        | 59  | 34               | 20               | 5                | 3 464            | 134              | 2,32             | 92,7             | 6                | 4                | 12               | 8  | 4                    | 739                  | 29                   | 2,35                 | 91,9                 | 1                    | 0                    |                      |                      |
| 2014-2015  | Canadiens de Montréal         | LNH        | 66  | 44               | 16               | 6                | 3 977            | 130              | 1,96             | 93,3             | 9                | 4                | 12               | 6  | 6                    | 752                  | 28                   | 2,23                 | 92                   | 1                    | 2                    |                      |                      |
| 2015-2016  | Canadiens de Montréal         | LNH        | 12  | 10               | 2                | 0                | 697              | 24               | 2,06             | 93,4             | 2                | 0                | -                | -  | -                    | -                    | -                    | -                    | -                    | -                    | -                    |                      |                      |
| 2016-2017  | Canadiens de Montréal         | LNH        | 62  | 37               | 20               | 5                | 3 709            | 138              | 2,23             | 92,3             | 3                | 4                | 6                | 2  | 4                    | 388                  | 12                   | 1,86                 | 93,3                 | 0                    | 0                    |                      |                      |
| 2017-2018  | Canadiens de Montréal         | LNH        | 49  | 16               | 26               | 7                | 2 855            | 148              | 3,11             | 90               | 1                | 0                | -                | -  | -                    | -                    | -                    | -                    | -                    | -                    | -                    |                      |                      |
| 2018-2019  | Canadiens de Montréal         | LNH        | 66  | 35               | 24               | 6                | 3 881            | 161              | 2,49             | 91,8             | 4                | 2                | -                | -  | -                    | -                    | -                    | -                    | -                    | -                    | -                    |                      |                      |
| 2019-2020  | Canadiens de Montréal         | LNH        | 58  | 27               | 25               | 6                | 3 440            | 160              | 2,79             | 90,9             | 4                | 6                | 10               | 5  | 5                    | 606                  | 18                   | 1,78                 | 93,6                 | 2                    | 0                    |                      |                      |
| 2020-2021  | Canadiens de Montréal         | LNH        | 25  | 12               | 7                | 5                | 1 479            | 65               | 2,64             | 90,1             | 1                | 0                | 22               | 13 | 9                    | 1 342                | 51                   | 2,28                 | 92,4                 | 1                    | 0                    |                      |                      |
| 2020-2021  | Rocket de Laval               | LAH        | 1   | 0                | 1                | 0                | 40               | 2                | 3,03             | 86,7             | 0                | 0                | -                | -  | -                    | -                    | -                    | -                    | -                    | -                    | -                    |                      |                      |
| 2021-2022  | Canadiens de Montréal         | LNH        | 5   | 1                | 4                | 0                | 297              | 18               | 3,63             | 87,8             | 0                | 0                | -                | -  | -                    | -                    | -                    | -                    | -                    | -                    | -                    |                      |                      |
| Totaux LNH | Totaux LNH                    | Totaux LNH | 712 | 361              | 261              | 79               | 42 005           | 1 755            | 2,51             | 91,7             | 49               | 51               | 92               | 43 | 45                   | 5 522                | 220                  | 2,39                 | 91,9                 | 8                    | 8                    |                      |                      |

### En équipe nationale
| Année | Équipe         | Compétition                  |   | PJ | V | D | Pr/N | Min | BC   | Moy  | % Arr | Bl | Pun               |  | Résultat |
| 2005  | Canada -18 ans | Championnat du monde -18 ans | 4 | 2  | 2 | 0 | 249  | 11  | 2,65 | 89,4 | 0     |    | Médaille d'argent |  |          |
| 2007  | Canada -20 ans | Championnat du monde junior  | 6 | 6  | 0 | 0 | 370  | 7   | 1,14 | 96,1 | 2     |    | Médaille d'or     |  |          |
| 2014  | Canada         | Jeux olympiques              | 5 | 5  | 0 | 0 | 303  | 3   | 0,59 | -    | 2     |    | Médaille d'or     |  |          |
| 2016  | Canada         | Coupe du monde               | 4 | 4  | 0 | 0 | 240  | 6   | 1,50 | 95,4 | 1     |    | Vainqueur         |  |          |

## Honneurs et distinctions

### LCH
- 2006-2007 : Gardien de la saison de la Ligue canadienne de hockey

### LAH
- 2006-2007 : trophée Jack-A.-Butterfield du meilleur joueur des séries éliminatoires et coupe Calder

### LNH
- 2007-2008 : Recrue du mois de mars 2008
- 2008-2009 : participe au 57e Match des étoiles (1)
- 2010-2011 : participe au 58e Match des étoiles (2)
- 2011-2012 : participe au 59e Match des étoiles (3)
- 2014-2015 : 
  - participe au 60e Match des étoiles (4)
  - trophée Hart
  - trophée Vézina
  - trophée William-M.-Jennings
  - trophée Ted-Lindsay
  - Record des Canadiens de Montréal pour le plus grand nombre de victoires en une saison par un gardien : 44 victoires
- 2016-2017 : participe au 62e Match des étoiles (5)
- 2017-2018 : participe au 63e Match des étoiles (6)
- 2018-2019 : invité au 64e Match des étoiles mais n'y participe pas en raison d'une blessure (7)
- 2020-2021 : récipiendaire du trophée Clarence-S.-Campbell avec les Canadiens de Montréal
- 2021-2022 : récipiendaire du trophée Bill-Masterton

### Canadiens de Montréal
- Coupe Molson :
  - novembre 2007, novembre 2008, octobre 2010, novembre 2010, décembre 2010, février 2011 ;
  - saison 2008-2009 ;
  - saison 2010-2011;
  - saison 2011-2012;
  - saison 2012-2013;
  - saison 2013-2014;
  - saison 2014-2015;
  - saison 2016-2017.

### Compétitions internationales
- Championnat du monde junior de hockey sur glace 2007[42]
  - Médaille d'or
  - Membre de l'équipe d'étoiles du tournoi
  - Meilleur gardien du tournoi
  - Meilleur joueur du tournoi
- Jeux olympiques d'hiver de 2014
  - Médaille d'or
  - Meilleur gardien du tournoi
- Coupe du monde de hockey de 2016
  - Vainqueur de la Coupe du Monde